# Mondot (rivière)
Pour les articles homonymes, voir Mondot.
Le Mondot est une rivière du sud de la France qui coule dans le département de Lot-et-Garonne. C'est un affluent droit de la Garonne.

## Géographie
Le Mondot prend sa source dans le département de Lot-et-Garonne commune de Bon-Encontre sous le nom de ruisseau de Saint-Denis prend le nom Moundot et se jeter en rive droite dans la Garonne  sous le nom de Mondot sur la commune de Boé. La longueur de son cours est de 15,1 km

## Département et communes traversées
- Lot-et-Garonne : Bon-Encontre, Castelculier, Boé, Agen.

## Principaux affluents
Le Mondot a cinq petits affluents répertoriés.